# Olof Torén
Olof Torén (Sätila, provincia de Västergötland; 1718 - Näsinge, provincia de Bohuslän; 17 de agosto de 1753 fue un naturalista, pastor luterano sueco, uno de los diecisiete apóstoles de Linneo.
Tras estudiar en la Universidad de Upsala, hasta 1737; y luego pastor hasta 1747; y posteriormente participar en tal carácter y también como limosnero de marina, en dos expediciones de la Compañía sueca de las Indias Orientales, el primero con destino a Java a bordo del navío Hoppet, entre 1748 a 1749; y la segunda a la India y China a bordo del Götha Lejon, entre 1750 a 1752. En este último viaje, Torén pasó como cinco meses en Surate, y seis meses en la región de Cantón.
En su último periplo tuvo ocasión de intercambiar correspondencia con su referente Carlos Linneo. Esas notas fueron objeto de una publicación póstuma en 1757 bajo el título En Ostindisk Resa til Suratte, China &c. från 1750 April 1. til 1752 Jun. 26.. Del sueco fueron traducidas al alemán en 1765, al francés en 1771 y al inglés en 1771.
Probablemente murió muy prematuramente, de una enfermedad contraída en el trópico.

## Eponimia
Géneros
- (Scrophulariaceae) Torenia L.[6]